# International Alliance of Research Universities
International Alliance of Research Universities (IARU) er et samarbejdsnetværk mellem 11 af de bedste universiteter i verden, der deler værdier og visioner om forskning og videregående uddannelse, herunder uddannelse af fremtidige ledere og internationalt samarbejde. Organisationen blev stiftet den 14. januar 2006 som organisation med 10 medlemsuniversiteter. I januar 2016 sluttede Universitetet of Cape Town sig til organisationen.
Rektorerne for medlemsuniversiteterne mødes årligt på et værtsuniversitet for at diskutere forskellige universitetspolitiske spørgsmål, retningen i IARU's samarbejde samt for at blive opdateret på partneruniversiteternes initiativer. Herudover mødes arbejdsgrupper og andet administrativt personale flere gange årligt.
Organisationen faciliterer en række udannelsesaktivteter, som giver medlemslandenes studerende mulighed for at tage kurser på de forskelige universiteter. 
For tiden varetager Tokyos Universitet formandskabet i IARU. Formandskabet går på skfit mellem medlemmerne og skifter hvert andet år. 

## Medlemmer
- Australian National University
- University of Cambridge
- University of Oxford
- University of California, Berkeley
- Yale University
- Peking Universitet
- Singapores Nationale Universitet
- Tokyos Universitet
- Københavns Universitet
- ETH Zurich
- University of Cape Town